# Judge Dredd: Dredd vs. Death
Judge Dredd: Dredd vs. Death est un jeu vidéo basé sur le personnage de comics éponyme. Sorti en 2003, il est jouable sur Windows, PlayStation 2, Xbox et GameCube. Il a été développé par Rebellion Developments.

## Résumé
Mega-City One (en) est une mégalopole de 400 millions de personnes. Le pouvoir appartient aux juges, qui incarnent la loi et pourchassent les contrevenants. Le juge Dredd est le plus respecté d'entre eux et est craint par les criminels.
Un jour, les juges de la division Psi détectent une menace bactériologique qui pèse sur Mega-City One : la peste. Les juges Noirs (alors enfermés, mais qui s'étaient fait connaître dans le passé pour avoir voulu la destruction de l'Humanité) sont alors les principaux suspects. Ceux-ci en effet ont réussi à s'échapper de leur pénitencier, mais la responsabilité de l'épidémie incombe au docteur Icarus, qui, avec le virus qu'il a créé, transforme de simples humains en vampires et en zombies, contre lesquels Dredd doit désormais lutter. Après avoir été chercher Icarus dans son laboratoire, Dredd doit ensuite arrêter les quatre juges : le juge Mortis dans l'hôpital Clooney, le juge Fire dans un fumatorium, le juge Fear au Metropolitan Museum of Art de New York et enfin le juge Death (qui a pris la possession du corps transformé d'Icarus) dans le « Monde mort ».

## Personnages

### Dredd et alliés
- Judge Dredd : personnage principal, juge de rue craint et respecté
- Judge Hershey : supérieur de Dredd, elle est le chef du département de Justice
- Judge Anderson : juge de la division Psi
- Judge DeMarco

### Ennemis
- Juge Death : chef des juges Noirs.
- Juge Fear : juge Noir usant de la peur pour tuer ses victimes.
- Juge Fire : juge Noir usant du feu pour tuer ses victimes.
- Juge Mortis : juge Noir usant de maladies pour tuer ses victimes.
- Docteur Icarus : scientifique fou qui créé un virus transformant les gens en vampires ou en zombie. Son but est d'atteindre l'immortalité.
- Necrus : le grand prêtre du culte de la Mort, groupe de fanatiques humains dévoués aux juges Noirs.
- Les membres du culte de la Mort.
- Des vampires, zombies et squelettes animés.

## Système de jeu
Le juge Dredd évolue dans un univers en trois dimensions.